# Ben Folami
Gbenga Tai "Ben" Folami, né le 8 juin 1999 à Sydney est un footballeur international australien qui joue au poste d'ailier gauche à Adelaide United.

## Biographie

### Ipswich Town

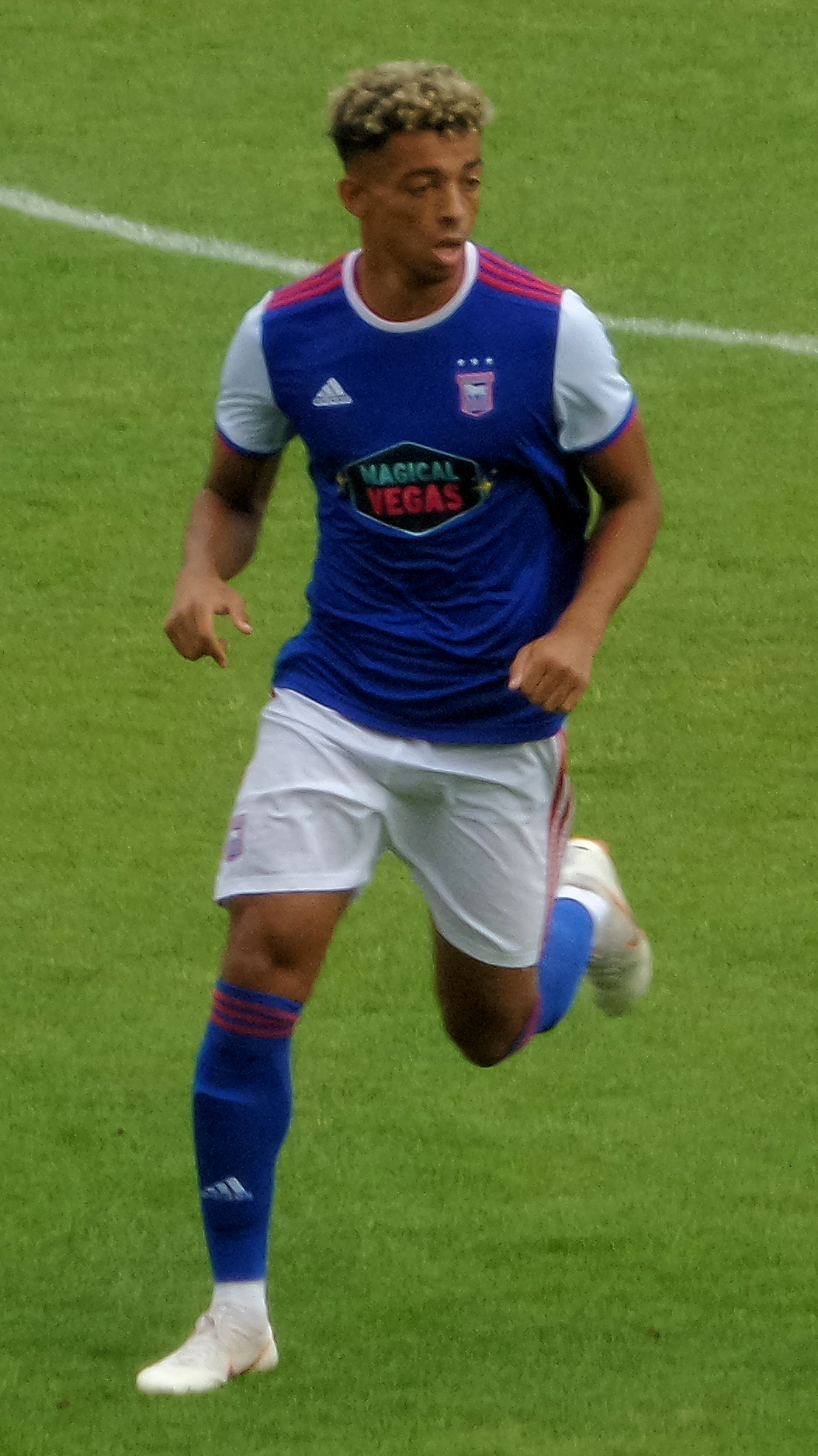
Folami jouant pour Ipswich Town en 2018

Né à Sydney, Folami a rejoint Ipswich Town en 2015, après avoir débuté le football au Football NSW Institute aux Sutherland Sharks. Il a fait ses débuts en pro lors d'une défaite 2-1 contre Crystal Palace au deuxième tour de la Coupe EFL le 22 août 2017 . Il débute également en championnat le 2 avril 2018 lors d'un match nul 2-2 contre le Millwall FC.
En mai 2018, Folami a signé un nouveau contrat de trois ans à Ipswich jusqu'en 2021. Le 14 janvier 2019, Folami s'est blessé au niveau du tendon d'Achille lors d'un match des moins de 23 ans contre Cardiff City, et est forfait pour le reste de la saison.
Après sa blessure, Folami a joué pour l'équipe réserve avant de revenir en équipe première le 12 novembre 2019, lors d’une défaite 0-1 à l'extérieur contre Colchester United lors d'un match de phase de groupes de l'EFL.

### Stevenage FC (prêt)
Le 31 janvier 2020, Folami signe en prêt au Stevenage FC jusqu'à la fin de la saison 2019-2020. Il a fait ses débuts le 8 février, entrant en jeu en deuxième mi-temps lors d'une défaite 2-1 contre Exeter City. Il a fait deux apparitions en tant que remplaçant avant que la saison 2019-2020 ne soit suspendue en raison de l'épidémie du coronavirus.

### Retour à Ipswich Town
Il a marqué son premier but pour Ipswich lors d'un match de l'EFL Trophy contre Gillingham le 6 octobre 2020.
En avril 2021, Ipswich a annoncé que Folami ne sera pas conservé à la fin de la saison 2020-202- après la fin de son contrat.

### Melbourne Victory (prêt)
Le 28 octobre 2020, Folami rejoint Melbourne Victory en prêt jusqu'à la fin de la saison. Il a marqué son premier but lors d'un match nul 2-2 contre l'équipe thaïlandaise de Chiangrai United en Ligue des champions de l'AFC le 30 novembre.

### Melbourne Victory (2021-2024)
En juillet 2021, après la fin de son contrat à Ipswich Town, Folami a signé un contrat de deux ans avec Melbourne Victory.

### Adélaide United (2024-)
Le 17 septembre 2024, Adélaïde United annonce la signature de Folami en provenance de Melbourne Victory.

### Carrière internationale
Folami est d'origine nigériane. En octobre 2018, il a été appelé avec les moins de 19 ans d'Australie pour participer au Championnat d'Asie des moins de 19 ansorganisé en Indonésie. Il a disputé quatre matchs durant le tournoi, inscrivant un but mais les Young Socceroos ont été éliminés en quarts de finale. Folami a impressionné par ses performances durant le tournoi, Fox Sports le décrivant comme « une révélation absolue » et affirmant qu'il avait été « le meilleur joueur d'Australie ».
Folami a fait ses débuts avec l'équipe espoirs lors d'une défaite 2-1 contre l'Iran le 14 octobre 2019. Il a marqué son premier but lors de sa deuxième sélection lors d'une victoire 5-1 contre la Chine le 15 novembre 2019.

#### Convocation en équipe nationale
Il a fait ses débuts avec l'équipe nationale lors d'une défaite 2-0 en qualification pour la Coupe du Monde de la FIFA 2022 contre le Japon le 24 mars 2022.

## Palmarès
Melbourne Victory
- Coupe FFA : vainqueur en 2021[22].

Australie U23
- Troisième place de la Coupe d'Asie U-23 : 2020[23].